# Autoritat Provisional de les Nacions Unides a Cambodja
L'Autoritat Provisional de les Nacions Unides a Cambodja (en khmer អាជ្ញាធរអន្តរកាលសហប្រជាជាតិនៅកម្ពុជា) (UNTAC) va ser una missió multinacional de manteniment de la pau desplegada a Cambodja entre març de 1992 i setembre de 1993. També va ser la primera ocasió en què l'ONU va assumir l'administració d'un estat independent, va organitzar i dirigir unes eleccions (a diferència de supervisar o fer seguiment), tenia la seva pròpia estació de ràdio i presó i era responsable de promovent i salvaguardant drets humans a nivell nacional.

## Història
L'UNTAC va ser creada amb l'aprovació de la resolució 745 del Consell de Seguretat de les Nacions Unides del 28 de febrer de 1992. El mandat de la missió establia un ampli espectre de responsabilitats: l'administració civil del país, la preparació d'unes eleccions generals lliures, el manteniment de l'ordre públic, la garantització dels drets humans, la facilitació de la tornada dels refugiats o la millora de les infraestructures bàsiques. La Missió Preparatòria de les Nacions Unides a Cambodja (UNAMIC), establerta a l'octubre de 1991, va ser absorbida per la UNTAC.
La creació de la UNTAC va ser conseqüència directa dels acords de pau signats a París a l'octubre de 1991 per aconseguir una solució pacífica al conflicte de Cambodja. El Consell Nacional Suprem de Cambodja, organisme màxim cambodjà, va delegar en la UNTAC les competències per a la consecució de l'acord de pau al país.

## Direcció
El cap de la missió va ser Yasushi Akashi (Jaó, el comandant de les forces el tinent general John Sanderson (Austràlia), i el comissionat de la policia el brigadier general Klaas Roos (Països Baixos), la UNTAC va involucrar a aproximadament 15.900 militars, 3.400 policies civils, 2.000 civils i 450 voluntaris de les Nacions Unides, així com personal i intèrprets reclutats localment. Durant el període electoral, més de 50.000 cambodjans van servir com a personal electoral i uns 900 oficials internacionals van ser secundats dels governs. L'operació total va costar més de $ 1,6 mil milions (equivalents a 2.500 milions de dòlars l'any 2017), principalment en salaris per expatriats.

## Desarmament

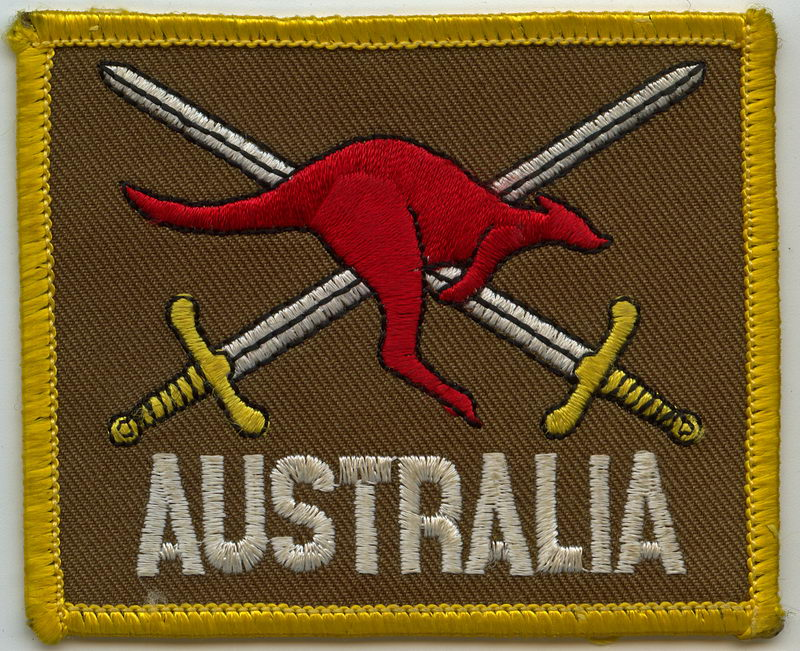
Distintiu australià de la UNTAC

Malgrat que la UNTAC va tenir la seva eficàcia i va ser atesa per la comunitat internacional com un èxit, la UNTAC no va desarmar els Khmer rojos, mentre desarmava efectivament a les milícies locals del SOC. Aquesta parcialització va permetre als Khmers rojoss obtenir guanys territorials i augmentar la violència política. Els caps militars de l'Estat de Cambodja s'enfurismaren, al·legant que la UNTAC era extremadament exigent amb el desarmament de les Forces Armades Revolucionàries Populars de Kamputxea, però també indecís i ineficaç quan es tractava de desarmar els Khmers rojos.

## Eleccions de 1993
Més de 4 milions de cambodjans (aproximadament el 90% dels electors elegibles) van participar en les eleccions de maig de 1993, tot i que el Khmer rojos o el Partit de Kamputxea Democràtic (PKD), les forces de les quals mai no es van desarmar ni van desmobilitzar, van prohibir que algunes persones participessin. El partit Funcinpec del príncep Norodom Ranariddh va ser el principal destinatari del vot amb un vot del 45.5%, seguit pel Partit Popular Cambodjà i el Partit Democràtic Liberal Budista, respectivament. FUNCINPEC llavors va entrar en una coalició amb els altres partits que havien participat en les eleccions. Els partits representades en l'assemblea de 120 membres van procedir a redactar i aprovar una nova constitució, promulgada el 24 de setembre de 1993. Va establir una democràcia liberal multipartidista en el marc d'una monarquia constitucional, amb l'ex príncep Norodom Sihanouk elevat al rei. El príncep Ranariddh i Hun Sen es van convertir en Primer i Segon Primers Ministres, respectivament, al Govern Reial Cambodjà (RGC). La constitució proporciona una àmplia gamma de drets humans reconeguts internacionalment.

## Efectes de la presència de la UNTAC
Norodom Sihanouk tenia moltes reserves sobre l'operació de la UNTAC, ja que la presència massiva de tropes estrangeres va provocar l'abús d'algunes dones cambodjanes, augmentant la prostitució i introduint la SIDA, que va portar a Cambodja a convertir-se en un dels països més afectats per la sida a Àsia. El nombre de treballadors del sexe a l'Estat de Cambodja va augmentar de prop de 6.000 en 1991, a més de 20.000 després de l'arribada del personal de la UNTAC el 1992. El 1995 hi havia entre 50.000 i 90.000 cambodjans afectats per la sida d'acord amb una estimació de l'OMS.